# Шаховска партија
Шаховска партија се игра између два противника који наизменично померају своје фигуре на квадратној плочи која се зове шаховска табла. Играч са белим фигурама започиње партију. За играча се каже да је „на потезу“ када његов противник заврши потез.